# Larry Brown

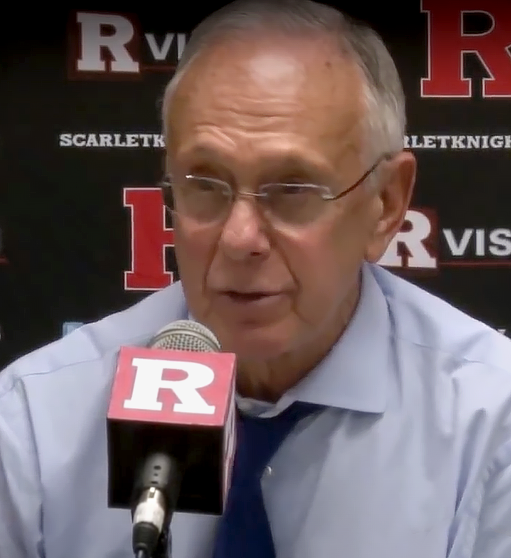
Brown em 2014.

Lawrence Harvey "Larry" Brown (Brooklyn, 14 de setembro de 1940) é um ex-jogador de basquete profissional e atual treinador. Atualmente dirige o time universitário da SMU. Enquanto jogador, disputou cinco temporadas na American Basketball Association, até aposentar-se e dedicar-se ao treinamento, que exerce a quase 30 anos.
É treinador desde 1975, tendo exercido tanto a nível universitário como profissional. Brown ganhou mais de 1000 jogos nas duas ligas profissionais (ABA e NBA) e é o único técnico da história da NBA a levar oito equipes diferentes para os playoffs. É o único também a treinar duas equipes diferentes em uma mesma temporada (San Antonio Spurs e Los Angeles Clippers em 1992-93). Além disso, é o único a ser campeão da primeira divisão da NCAA (1988, com a Universidade de Kansas) e a NBA (2004, com Detroit Pistons). Entrou para o Basketball Hall of Fame em 27 de setembro de 2002.

## Carreira

### Como treinador
| Temporada | Equipe                      | Temporada regular | Temporada regular | Temporada regular | Playoffs da NBA | Playoffs da NBA | Playoffs da NBA |
| Temporada | Equipe                      | J                 | V                 | %                 | J               | V               | %               |
| --------- | --------------------------- | ----------------- | ----------------- | ----------------- | --------------- | --------------- | --------------- |
| 1976-77   | Denver                      | 50                | 32                | .610              | 2               | 4               | .333            |
| 1977-78   | Denver                      | 48                | 34                | .585              | 6               | 7               | .462            |
| 1978-79   | Denver                      | 28                | 25                | .528              | 0               | 0               | .000            |
| 1981-82   | New Jersey                  | 44                | 38                | .537              | 0               | 2               | .000            |
| 1982-83   | New Jersey                  | 47                | 29                | .618              | 0               | 0               | .000            |
| 1988-89   | San Antonio                 | 21                | 61                | .256              | 0               | 0               | .000            |
| 1989-90   | San Antonio                 | 56                | 26                | .683              | 6               | 4               | .600            |
| 1990-91   | San Antonio                 | 55                | 27                | .671              | 1               | 3               | .250            |
| 1991-92   | L.A. Clippers / San Antonio | 44                | 29                | .603              | 2               | 3               | .400            |
| 1992-93   | L.A. Clippers               | 41                | 41                | .500              | 2               | 3               | .400            |
| 1993-94   | Indiana                     | 47                | 35                | .573              | 10              | 6               | .625            |
| 1994-95   | Indiana                     | 52                | 30                | .634              | 10              | 7               | .588            |
| 1995-96   | Indiana                     | 52                | 30                | .634              | 2               | 3               | .400            |
| 1996-97   | Indiana                     | 39                | 43                | .476              | 0               | 0               | .000            |
| 1997-98   | Philadelphia                | 31                | 51                | .378              | 0               | 0               | .000            |
| 1998-99   | Philadelphia                | 28                | 22                | .560              | 3               | 5               | .375            |
| 1999-00   | Philadelphia                | 49                | 33                | .598              | 5               | 5               | .500            |
| 2000-01   | Philadelphia                | 56                | 26                | .683              | 12              | 11              | .522            |
| 2001-02   | Philadelphia                | 43                | 39                | .524              | 2               | 3               | .400            |
| 2002-03   | Philadelphia                | 48                | 34                | .585              | 6               | 6               | .500            |
| 2003-04   | Detroit                     | 54                | 28                | .659              | 16              | 7               | .696            |
| 2004-05   | Detroit                     | 54                | 28                | .659              | 15              | 10              | .600            |
| 2005-06   | New York                    | 23                | 59                | .280              | 0               | 0               | .000            |
| 2008-09   | Charlotte                   | 82                | 35                | .427              | 0               | 0               | .000            |
| 2009-10   | Charlotte                   | 82                | 44                | .537              | 4               | 0               | .000            |
| 2010-11   | Charlotte                   | 28                | 9                 | .321              | 0               | 0               | .000            |
| TOTAL     |                             | 1,098             | 904               | .548              | 100             | 93              | .518            |